# Leucisme

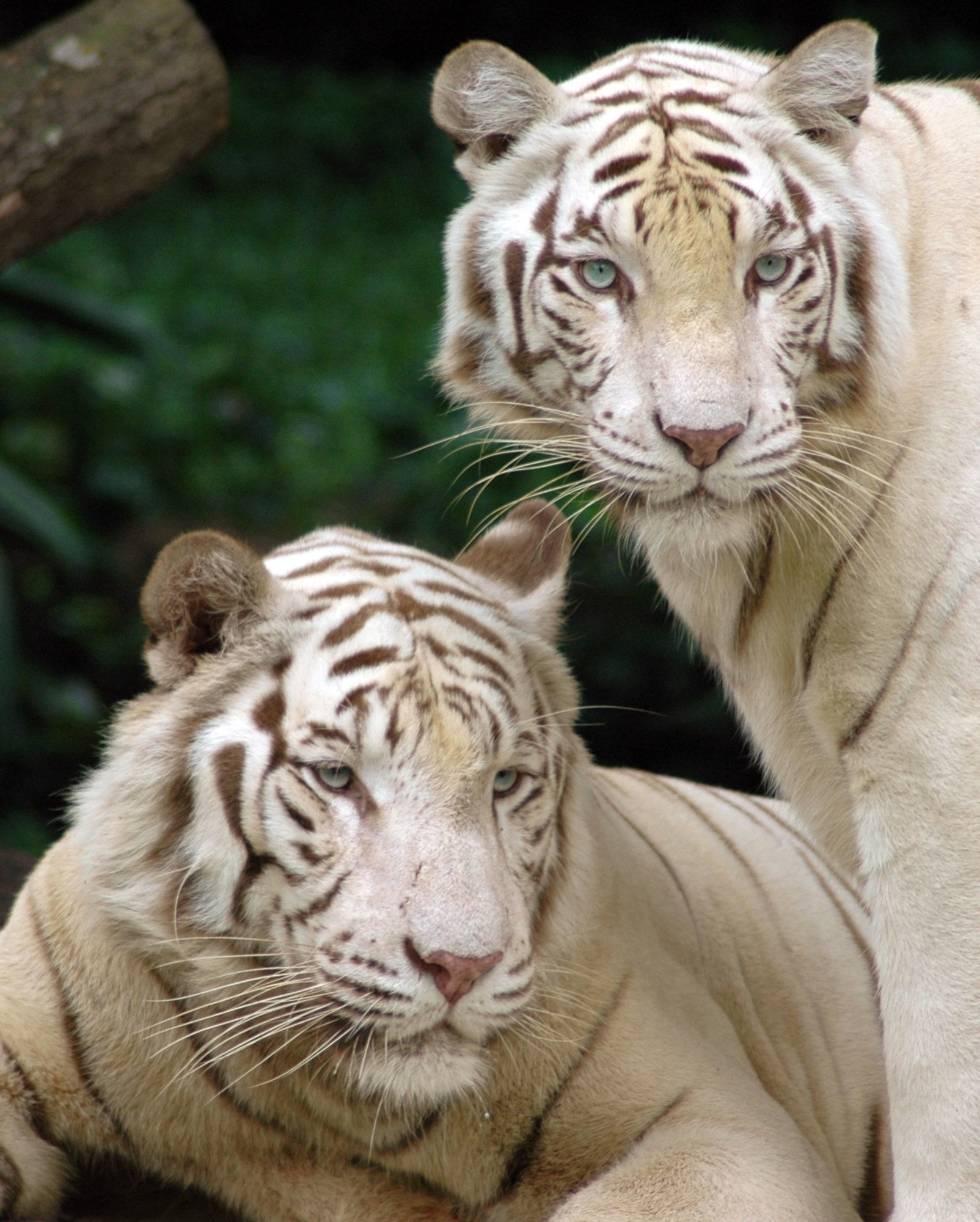
Des tigres blancs au zoo de Singapour.

Le leucisme ou leucistisme, du grec ancien λευκός / leukós (« blanc »), est un ensemble de phénotypes caractérisés par la couleur blanche des téguments (épiderme et poils,  cheveux, écailles, plumes...), sur toute la surface ou par zones (aspect pie, bicolore, etc.). Cette défaillance est due à une absence ou à une dégénérescence des cellules pigmentaires, au moment de leur différenciation ou de la migration des pigments dans la peau ou les poils. Contrairement à l'albinisme, les iris sont pigmentés normalement, ou de couleur un peu plus claire que le phénotype normal, et la décoloration touche l'ensemble des pigments, contrairement au schizochroïsme qui n'affecte qu'une seule mélanine. Chez l'Humain, le piébaldisme, le vitiligo sont des troubles qui peuvent prendre l'apparence du leucisme. Le leucitisme peut être une variété de robe habituelle chez les animaux (chats, chiens, chevaux...) ou bien être considérée comme une anomalie quand elle est théoriquement défavorable à la sélection naturelle (tigres blancs).

## Description

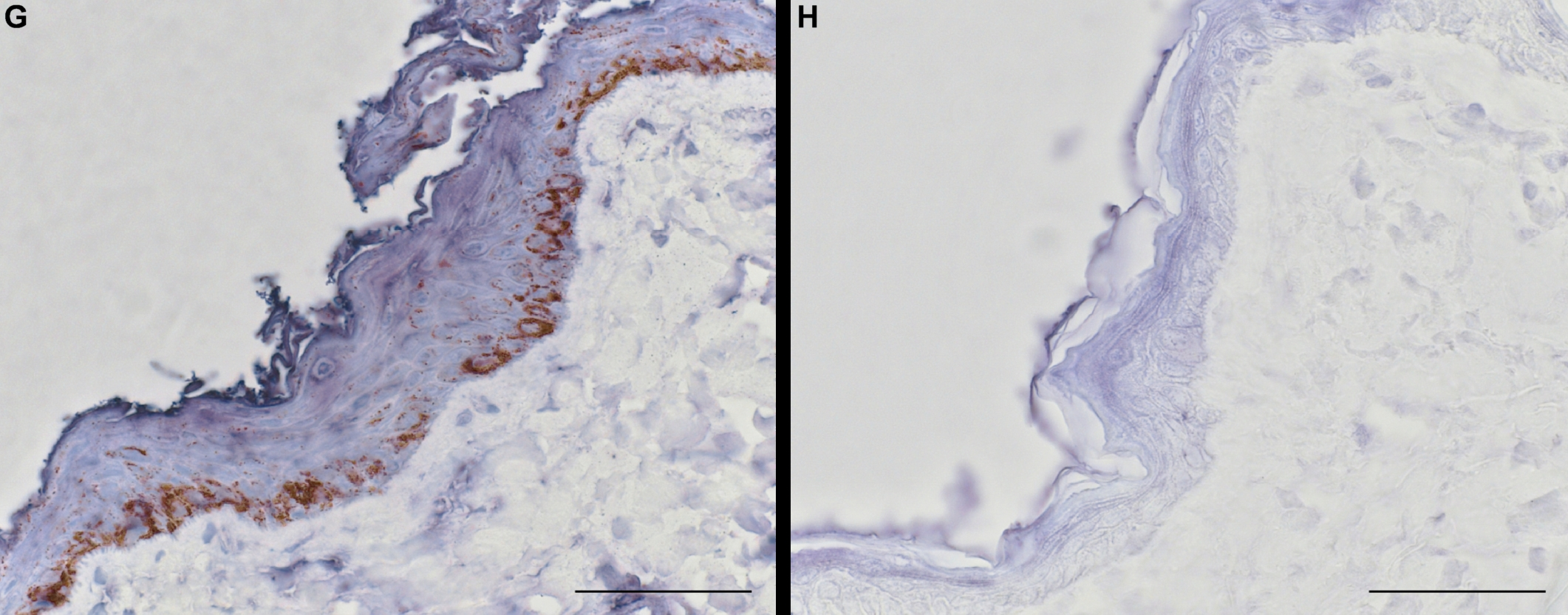
Coupes histologiques de peau de cheval coloré (gauche) et leucistique (droite) ; on remarque à droite l’absence de mélanocytes et donc de mélanine.

Le leucisme est dû à certains gènes qui interfèrent avec la différenciation ou la migration des chromatophores et des mélanocytes issus de la crête neurale lors de l’embryogenèse, ou qui entraînent leur dégénérescence, leur nécrose ou leur apoptose prématurée. À la différence de l’albinisme, il touche tous les pigments et non la mélanine seulement. Les iris sont colorés et la rétine normalement constituée. La raison pour laquelle il influence moins les yeux serait que les épithéliums pigmentaires de l’iris et de la rétine proviennent du tube neural et non de la crête neurale.
Le piébaldisme et la dépigmentation caractéristique du vitiligo peuvent être considérés comme des formes de leucisme humain, bien qu'étant officiellement reconnue plus comme des troubles que de vraies mutations.
La blancheur des téguments n’est pas forcément due au leucisme. Outre l’albinisme, il existe des cas où le pigment présent dans la peau n’est pas absorbé par les plumes ou les poils qui restent blancs ; dans le cas où la couleur est d'origine alimentaire, un changement de régime peut entraîner une blancheur anormale. 
Chez les oiseaux, cette anomalie est due à un manque complet ou partiel des deux mélanines (eumélanine et phéomélanine) dans les plumes et la peau : les plumes sont blanches, de quelques plumes blanches (les autres sont normales) à toutes les plumes blanches, bec et pattes sont normalement colorés ou roses, les yeux sont normalement colorés, les couleurs dépendant de caroténoïdes sont présentes. Cette forme doit être distinguée, outre de la mutation albinos, du schizochroïsme, des mutations brunes, ino (en) et diluées,.

## Génétique
Parmi les gènes/loci pouvant causer le leucisme existent c-kit mitf (Microphthalmy-associated Transcription Factor) , pax3 (Paired Box Gen 3), sox10, steel (MGF) et EDNRB (Endothelin-Receptor-B).

## Conséquences pour l'individu
Les animaux leuciques (ou leucistiques) ne sont pas plus sensibles au soleil que n’importe quel autre animal normal. Au contraire, ils y seraient même légèrement plus résistants : la couleur blanche ayant un albédo élevé, elle protège davantage de la chaleur et renvoie la lumière du soleil ainsi que les rayons UV. C'est sur ce point notamment qu'on peut différencier les êtres leuciques des albinos. En effet, les leuciques sont pigmentés normalement, car ayant de la mélanine, mais de manière à être de couleur blanche tandis que les albinos n'ont pas de mélanine et donc sont non-pigmentés. Étant donné que la mélanine est censée être une protection contre les rayons UV du soleil susceptibles de brûler la peau et d'engendrer des cancers, les albinos sont eux plus sensible au soleil que les autres animaux normaux ou leuciques. On différencie aussi les leuciques des albinos en regardant la couleur de leurs yeux ainsi que de leurs museaux, de couleurs habituelles pour les premiers (généralement noirs mais aussi bleus dans la majorité des cas) et rouges ou roses pour les seconds car le sang sous la peau est en transparence.

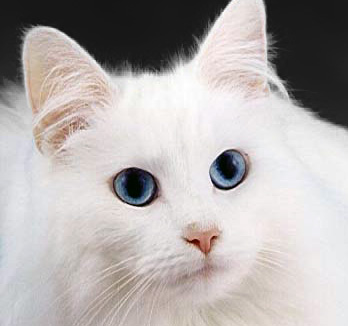
Chat blanc leucique : yeux pigmentés.
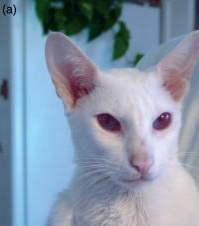
Chat blanc albinos : yeux sans mélanine, rouges, couleur du sang.

Si les animaux leuciques sont plus avantagées par leurs capacités à résister aux rayons UV du soleil comme n'importe quel animal normal contrairement aux albinos, ils n'en restent pas moins tout aussi exposés aux autres problèmes que ces derniers rencontrent dans la nature. En effet, leuciques ou albinos, les animaux de couleur blanche sont désavantagés par la perte du pouvoir camouflant de la mélanine et sont plus exposé aux prédateurs, mais comme pour les albinos certains prédateurs semblent plus attirés par les animaux normalement colorés, vu qu'ils ont plus l'habitude de chasser ces derniers. On remarque aussi, également encore comme les albinos, que chez la plupart des espèces, suivant les conditions, le leucisme n'est socialement pas gênant pour eux, les individus blancs étant généralement acceptés parmi leurs semblables. De fait, beaucoup d’animaux blancs, leuciques et albinos, parviennent, certes non sans mal, à survivre dans la nature. D'ailleurs, contrairement aux albinos, certaines espèces ont pu se constituer des populations plus ou moins modestes et stables d'animaux blanc, comme le daim dans certaines parties de l'Europe.

## Pathologies associées
Les gènes qui entrent en jeu dans la dépigmentation sont parfois porteurs d'anomalies associées. 
Chez les humains, on peut citer le syndrome de Waardenburg ou de Chediak Higashi qui, outre une dépigmentation partielle, peuvent affecter d'autres fonctions de l'individu.
Chez les animaux, l'absence de pigments au niveau d'une seule ou des deux oreilles peut affecter aussi l'oreille interne où le pigment présent dans les cellules est nécessaire à la propagation du son. les éleveurs de certaines races de chats ou de chiens blancs, ou tachées de blanc, doivent veiller à ne pas croiser des animaux portant ce type de gène récessif,.

## Aspects culturels
Les relations entre les animaux leuciques et la société humaine sont les mêmes que pour les albinos. Comme eux, ils sont parfois considérés comme plus vulnérables et font parfois l’objet de mesures de protection. En effet, comme eux, dans les pays où leur chasse est autorisée, les chasseurs n'hésitent pas une seconde à les abattre afin d'avoir des trophées uniques pour leur collection. Cependant, cette pratique est limitée, voire interdite, un peu partout autour du globe, principalement pour ne pas offenser les peuples locaux. En effet, selon leurs croyances et leurs interprétations, ils sont souvent favorables aux animaux blancs. Ainsi, les peuples d’Amérique considèrent les animaux blancs comme des apparitions des fantômes de leurs ancêtres sous une forme animale. Ou encore, dans certains pays d'Asie, les animaux blancs, symboles de pureté, sont considérés comme sacrés.
Dans les zoos, les animaux blancs sont plus populaires auprès des visiteurs, comme les tigres ou les crocodiles blancs qui sont des curiosités naturelles. Pourtant, dans le cas des animaux sauvages, pour certains d'entre eux, les lignées d'animaux albinos conservées artificiellement dans les zoos, comme le tigre blanc, le sont aux dépens des vraies populations sauvages en danger d'extinction. Ces dernières ne peuvent pas compter sur les populations gardées en captivité au cas où pour subvenir et aider celles dans la nature (vu que les animaux blancs de façon non naturelle ne peuvent pas servir dans la majorité des projets de conservation, comme la réintroduction et les remises en liberté). De fait, seules les espèces dont les populations sauvages ne sont pas menacées peuvent et devraient être conservées sans créer de problèmes tandis que celles des espèces menacées doivent et devraient être revues à la baisse, sans être interdites certes, mais plus autant qu'avant.

## Cas connus de leucisme

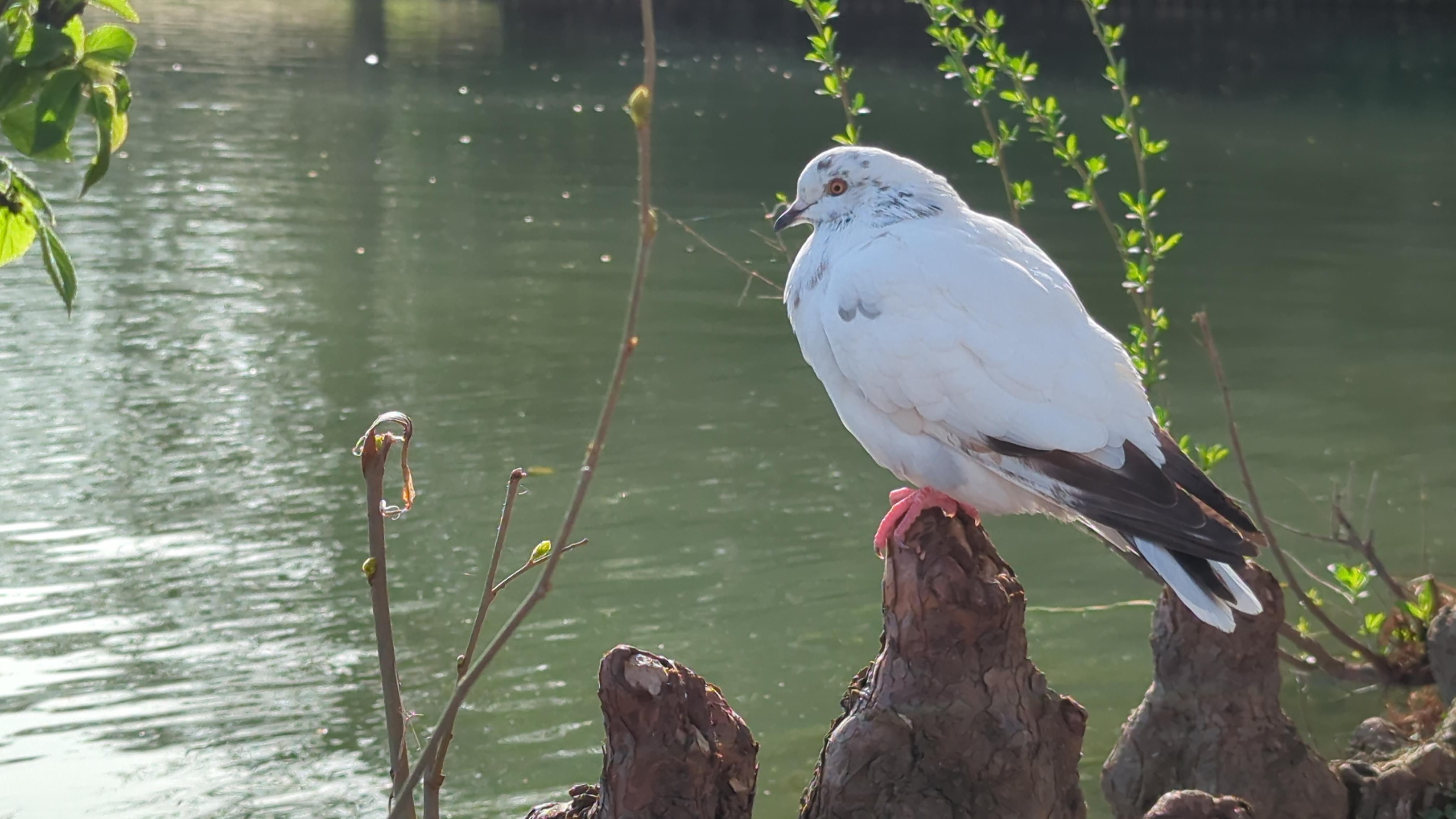
Pigeon biset (columba livia) leucistique

Comme pour toutes les espèces animales qui peuvent être touchées par toutes les mutations possibles affectant la couleur ou le physique, le leucistisme peut apparaître chez n'importe quelle espèce, sa fréquence s'avérant très variable selon l'animal en question. On confond constamment les animaux albinos et leuciques et la plupart du temps, le public pense n'avoir affaire en majorité qu'aux premiers alors que c'est l'inverse. En effet, la plupart des animaux blancs rencontrés dans les zoos et les parcs sont en fait leuciques et non albinos, car les premiers sont en règle générale plus nombreux. Par exemple, la plupart des tigres blancs sont leuciques car possédant des rayures alors que les tigres albinos n'en ont pas. Comme pour les albinos et toutes autres espèces possédant des mutations affectant le physique et les couleurs, les leuciques sont très appréciés et recherchés par le public et les éleveurs pour leurs singularités.

Voici des exemples d'espèces connues pour être leucistiques :
- Alligator blanc (5 / 12 millions)
- Axolotl dépigmenté
- Bergeronnette grise[12]
- Cerf blanc (qui aurait bien pu donner naissance à la légende du blanc-cerf)
- Chevreuil[13]
- Crapaud commun[9]
- Daim blanc
- Damalisque blanc
- Écureuil gris (sur Wikimedia Commons: Leucism in Sciurus carolinensis)
- Epicrates cenchria
- Girafe dépigmentée [14]
- Grèbe huppé
- Hippopotame rose[15]
- Impala blanc
- Lapins blancs aux yeux bleus[réf. nécessaire]
- Lion blanc
- Merle blanc
- Mésange à tête noire[16]
- Nandou blanc
- Orignal blanc
- Ours Kermode
- Paon blanc
- Puma : un unique cas de leucisme est observé dans les années 2010 à l'état sauvage dans le parc national de Serra dos Órgãos[17].
- Python regius
- Serpent ratier du Texas (Elaphe obsoleta lindheimeri)

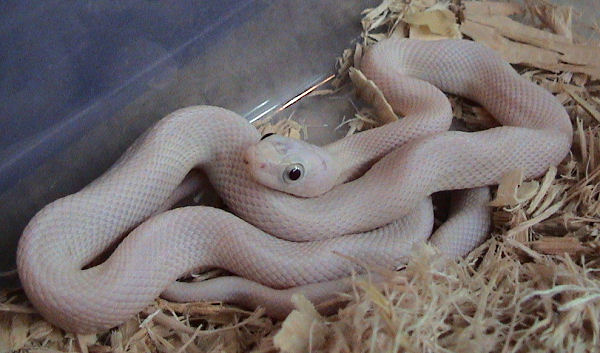
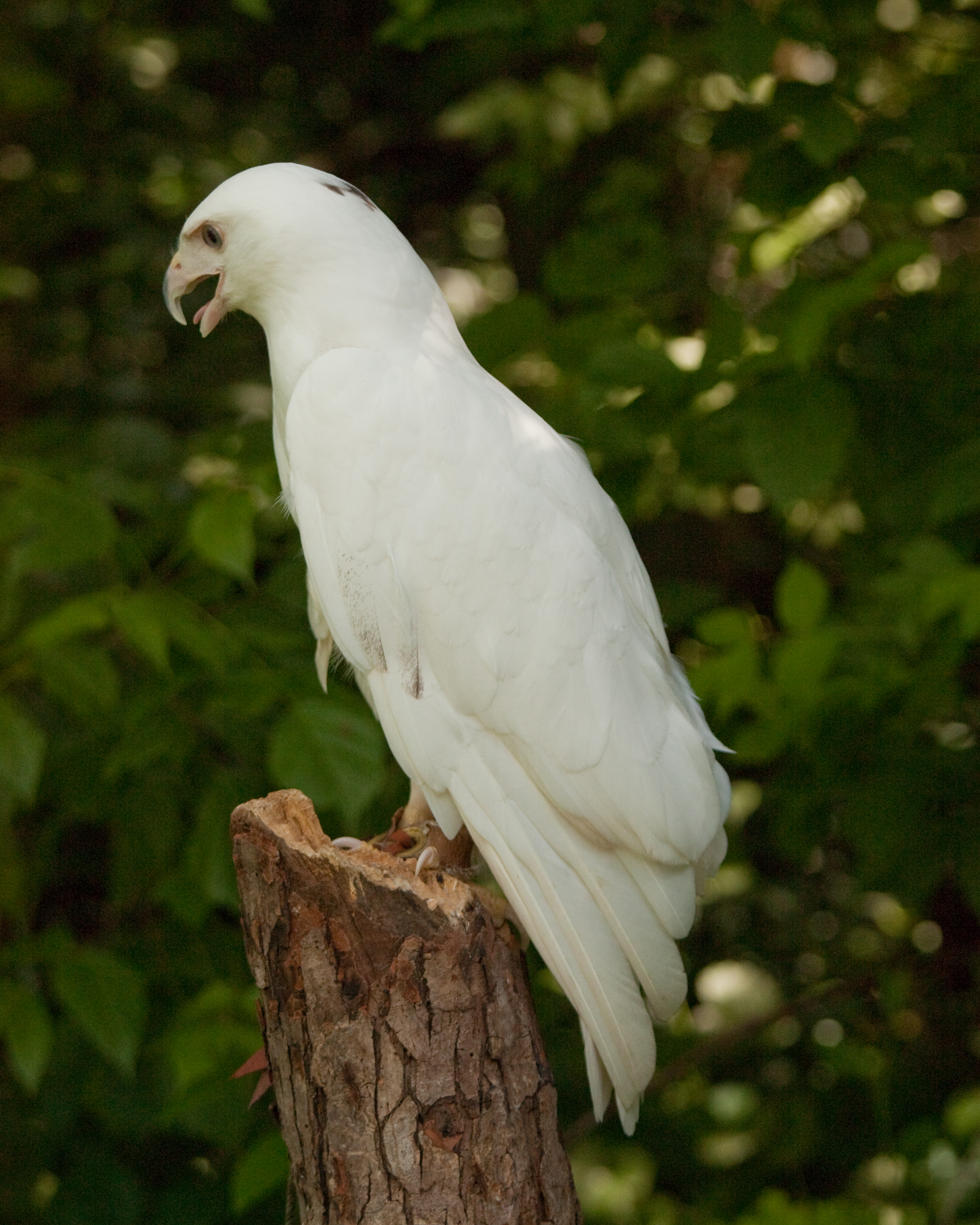
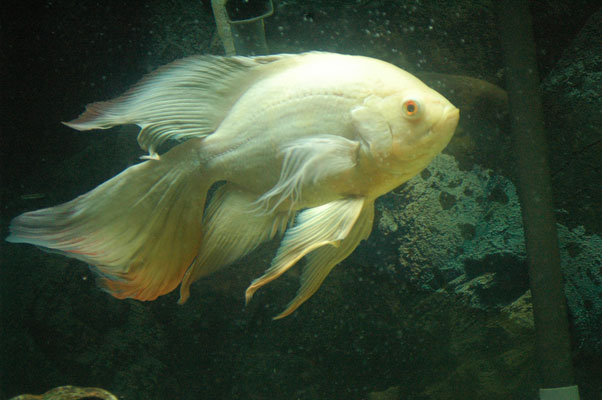
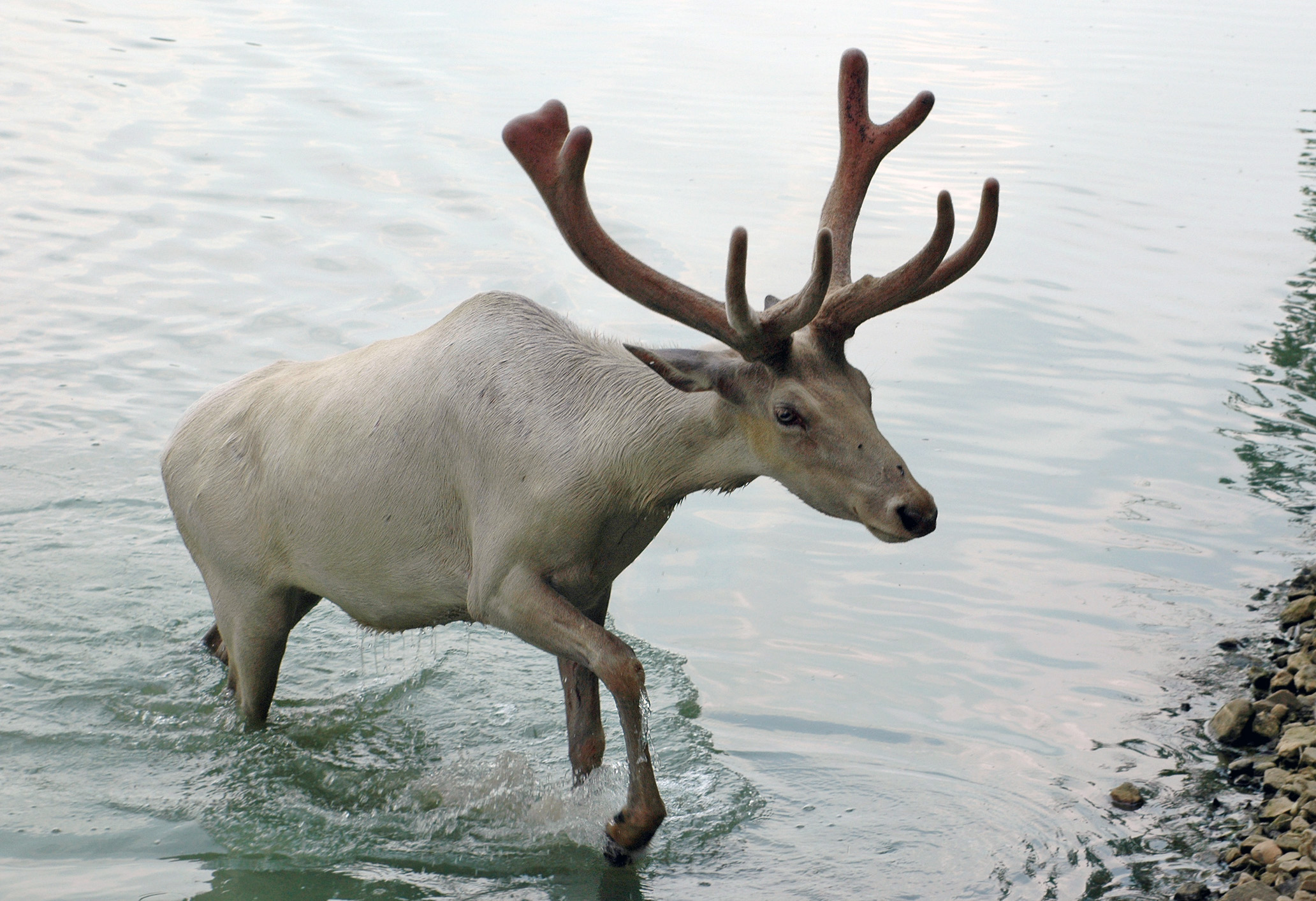
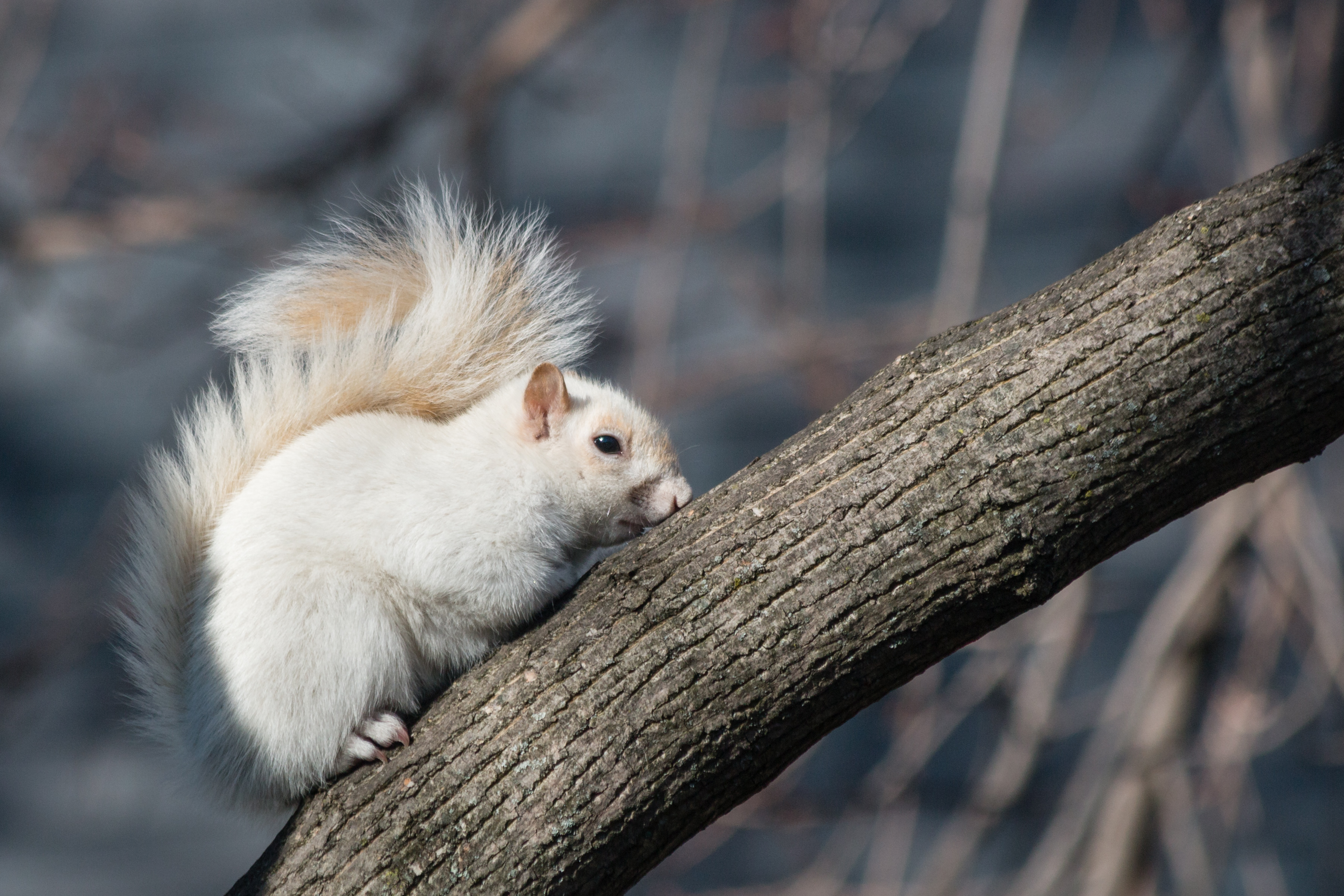
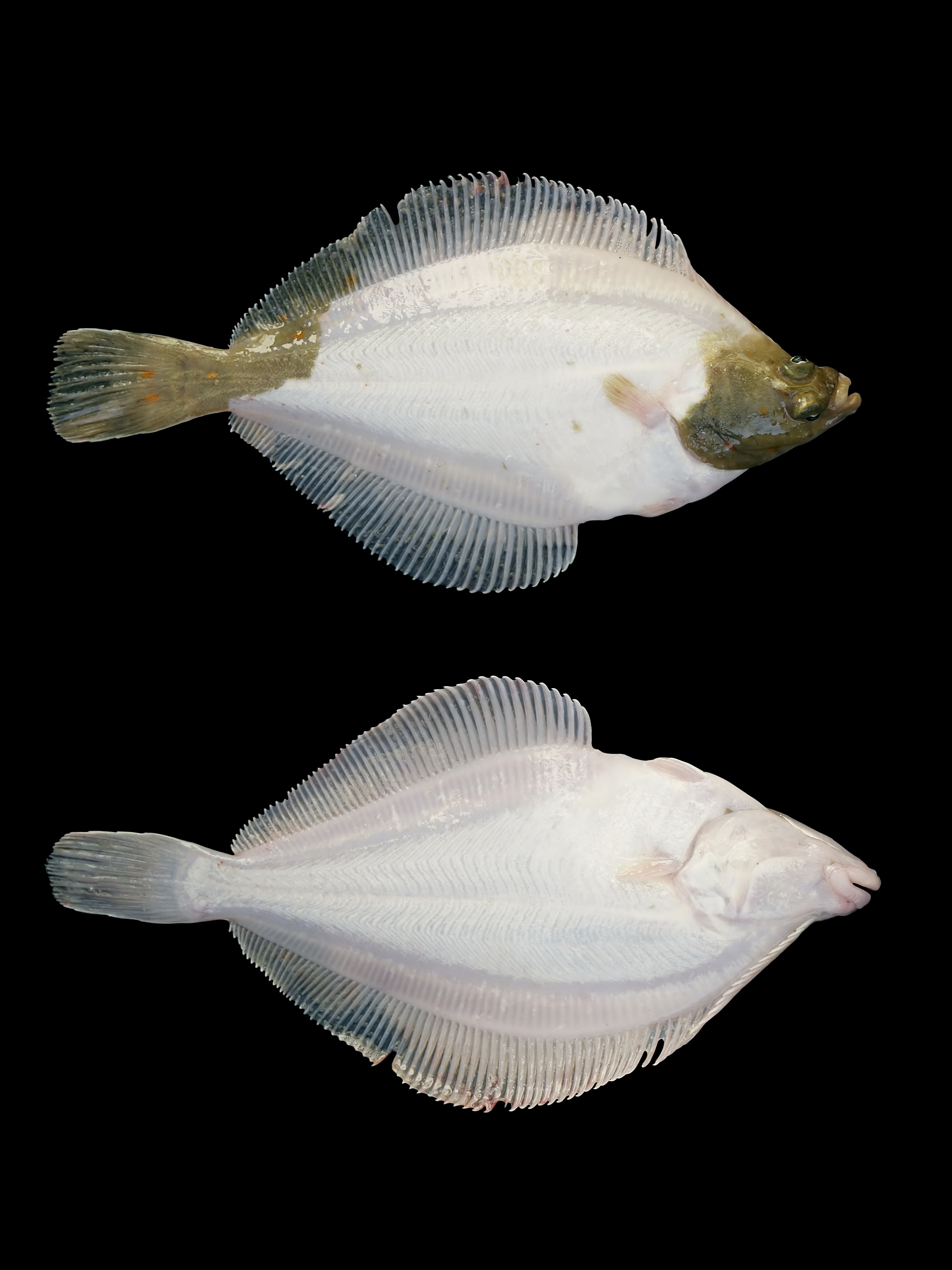

- Springbok blanc
- Tigre blanc
- Zèbre blanc